# Cornas
Pour le vin, voir Cornas (AOC).
Cornas [kɔʁnas] est une commune française située dans le département de l'Ardèche, en région Auvergne-Rhône-Alpes. Elle se situe dans l'agglomération de Valence, chef-lieu de la Drôme.
Ses habitants sont appelés les Cornassiens et les Cornassiennes.

## Géographie

### Situation et description
Ce village de l'ancienne province du Vivarais, devenue département de l'Ardèche en 1790, est rattaché à la communauté de communes Rhône-Crussol depuis 2014. Il est situé à 5 kilomètres de Valence, dans la vallée du Rhône, à l'ouest de cette agglomération . Le village est limitrophe du Massif central dans la partie orientale du massif.
L'est de la commune est constitué de coteaux, idéal pour l'activité viticole. Ces coteaux, pointant vers l'est, peuvent en effet offrir une très bonne exposition au soleil, en plus d'être peu adapté à des cultures céréalières. L'ouest de la commune est quant à lui plat, où on retrouve la commune ainsi que divers vergers jusqu'au Rhône.

### Climat
Pour des articles plus généraux, voir Climat d'Auvergne-Rhône-Alpes et Climat de l'Ardèche.
En 2010, le climat de la commune est de type climat méditerranéen altéré, selon une étude du CNRS s'appuyant sur une série de données couvrant la période 1971-2000. En 2020, Météo-France publie une typologie des climats de la France métropolitaine dans laquelle la commune est dans une zone de transition entre le climat de montagne et le climat méditerranéen et est dans la région climatique Moyenne vallée du Rhône, caractérisée par un bon ensoleillement en été (fraction d’insolation > 60 %), une forte amplitude thermique annuelle (4 à 20 °C), un air sec en toutes saisons, orageux en été, des vents forts (mistral), une pluviométrie élevée en automne (250 à 300 mm).
Pour la période 1971-2000, la température annuelle moyenne est de 13 °C, avec une amplitude thermique annuelle de 18,1 °C. Le cumul annuel moyen de précipitations est de 912 mm, avec 7,3 jours de précipitations en janvier et 5 jours en juillet. Pour la période 1991-2020, la température moyenne annuelle observée sur la station météorologique de Météo-France la plus proche, « Colombier Jeune Rad », sur la commune de Colombier-le-Jeune à 13 km à vol d'oiseau, est de 11,6 °C et le cumul annuel moyen de précipitations est de 965,0 mm,. Pour l'avenir, les paramètres climatiques de la commune estimés pour 2050 selon différents scénarios d'émission de gaz à effet de serre sont consultables sur un site dédié publié par Météo-France en novembre 2022.

### Hydrographie
Le territoire est bordé par le Rhône dans sa partie orientale.

### Voies de communication et transports

#### Voies routières
Le territoire communal est traversé par la route départementale 86 (ancienne route nationale RN86) qui longe le Rhône sur sa rive droite et qui permet de relier Lyon à Nîmes.

#### Transport

##### Ancien réseau (jusque 2 septembre 2024)
La commune de Cornas est desservie par le réseau de bus Citéa via les lignes  14  et  E141 , avec 6 arrêts répartis le long de l’avenue du Colonel-Rousset (route départementale 86), ainsi que par le service  Résa+ (Secteur Cornas)  qui propose 12 arrêts répartis dans les zones peu denses.
- 14  Cornas – La Mûre ↔ Saint-Marcel-lès-Valence – Mathias / Alixan – Gare TGV, avec en moyenne, un bus toutes les 30 minutes toute l'année (sauf dimanche et jours fériés) de 6 h 18 à 19 h 40 ;
- E141  Cornas – La Mûre ↔ Valence – Loubet / Camille Vernet / Cité Briffaut, ligne  Express , ouverte à tous les usagers, avec un trajet et des horaires optimisés pour les collégiens et lycéens des établissements Loubet, Camille-Vernet et Cité Briffaut. Départ de Cornas – La Mûre du lundi au vendredi en période scolaire à 7 h 05, trajet retour uniquement le mercredi, départ de la Cité Briffaut à 12 h 04.
- Résa+ (Secteur Cornas)  (Transport à la demande), uniquement sur inscription préalable puis réservation, permet de faire une correspondance avec les lignes  14 ,  3  et  3+  à l'arrêt Salle des fêtes ainsi qu'avec les lignes  8 ,  40  et  46  à l'arrêt Saint-Peray - Mairie.
- La ligne  14  dessert également le marché de Saint-Peray (3 allers/retours le mercredi matin) et le collège de Crussol (en période scolaire).

La commune est également desservie par le réseau de cars du conseil général de l'Ardèche (géré par la région Auvergne-Rhône-Alpes depuis le 1er janvier 2018), Le Sept  via les lignes  3  et  3+  (Valence – Gare Routière ↔ Annonay ou Tournon-sur-Rhône).

##### Nouveau réseau (depuis le 2 septembre 2024)
Cornas, à la rentrée 2024, est toujours desservie par le réseau Citéa et le réseau Rhône-Alpin de bus, Le Sept, mais le réseau de ce premier a été réadapté afin de mieux juguler les flux d'usagers.
- 13 Cornas - La Mûre ↔ Valence Bayot ou Malissard les Roches, avec, en moyenne en semaine, un bus toutes les heures, excepté aux heures de pointe, avec un bus toutes les demi-heures, entre 6h18 et 19h41 ;
- E131 Cornas - la Mûre ↔ Valence Briffaut, un bus aménagé pour les élèves de Camille Vernet et de Briffaut, chaque matin de la semaine de période scolaire, partant à 7h09. Il existe également un bus retour chaque mercredi partant du Quai E de Briffaut à 12h11. Les autres express 131 s'arrêtent à Rostand, à Guilherand-Granges, les autres jours de la semaine ;
- E132 Cornas - la Mûre ↔ Saint-Péray Collège de Crussol, un bus aménagé pour les collégiens cornassiens du village voisin, avec trois bus en partance de Cornas en période scolaire les jours de semaine : à 7h39, 8h39 et 13h07. Il existe également cinq bus retours, entre 11h35 et 17h35, en partance vers Cornas. Le mercredi, seuls les bus de 11h35 et 12h05 sont en service ;
- Transport à la demande - Nord Ardèche uniquement sur inscription préalable puis réservation, permet de desservir des villages et hameaux plus excentrés des lignes régulières, pouvant être pris, pour la section Nord Ardèche, de Salle des Fêtes (Cornas), Saint-Péray Mairie, Guilherand Centre Commercial ou Collège Charles de Gaulle (Guilherand). Il dessert quatre arrêts sur la commune de Cornas ;
- E03 et E03+ Tournon-sur-Rhône Gare Routière / Annonay Gare Routière ↔ Valence Gare Routière, du réseau régional, desservant Salle des Fêtes et Pied-la-Vigne sur Cornas, entre 6h35 et 19h26 en semaine, avec davantage le bus en matinée ;
- E97 Tournon-sur-Rhône Lycée Marius Bouvier ↔ Saint-Péray Bouvat / Valence Pôle Bus / La Voulte-sur-Rhône Mairie / Flaviac Place René Cassin, du réseau régional, pouvant desservir tous les arrêts cornassiens, avec des horaires adaptés aux élèves des collèges et lycées de Tournon-sur-Rhône.

## Urbanisme

### Typologie
Au 1er janvier 2024, Cornas est catégorisée ceinture urbaine, selon la nouvelle grille communale de densité à 7 niveaux définie par l'Insee en 2022.
Elle appartient à l'unité urbaine de Valence, une agglomération inter-départementale dont elle est une commune de la banlieue,. Par ailleurs la commune fait partie de l'aire d'attraction de Valence, dont elle est une commune de la couronne,. Cette aire, qui regroupe 71 communes, est catégorisée dans les aires de 200 000 à moins de 700 000 habitants,.

### Occupation des sols
L'occupation des sols de la commune, telle qu'elle ressort de la base de données européenne d’occupation biophysique des sols Corine Land Cover (CLC), est marquée par l'importance des territoires agricoles (41,7 % en 2018), en diminution par rapport à 1990 (43,6 %). La répartition détaillée en 2018 est la suivante : 
forêts (38 %), zones agricoles hétérogènes (29,9 %), zones urbanisées (13,4 %), cultures permanentes (11,8 %), eaux continentales (3,8 %), milieux à végétation arbustive et/ou herbacée (3 %).
L'évolution de l’occupation des sols de la commune et de ses infrastructures peut être observée sur les différentes représentations cartographiques du territoire : la carte de Cassini (XVIIIe siècle), la carte d'état-major (1820-1866) et les cartes ou photos aériennes de l'IGN pour la période actuelle (1950 à aujourd'hui).

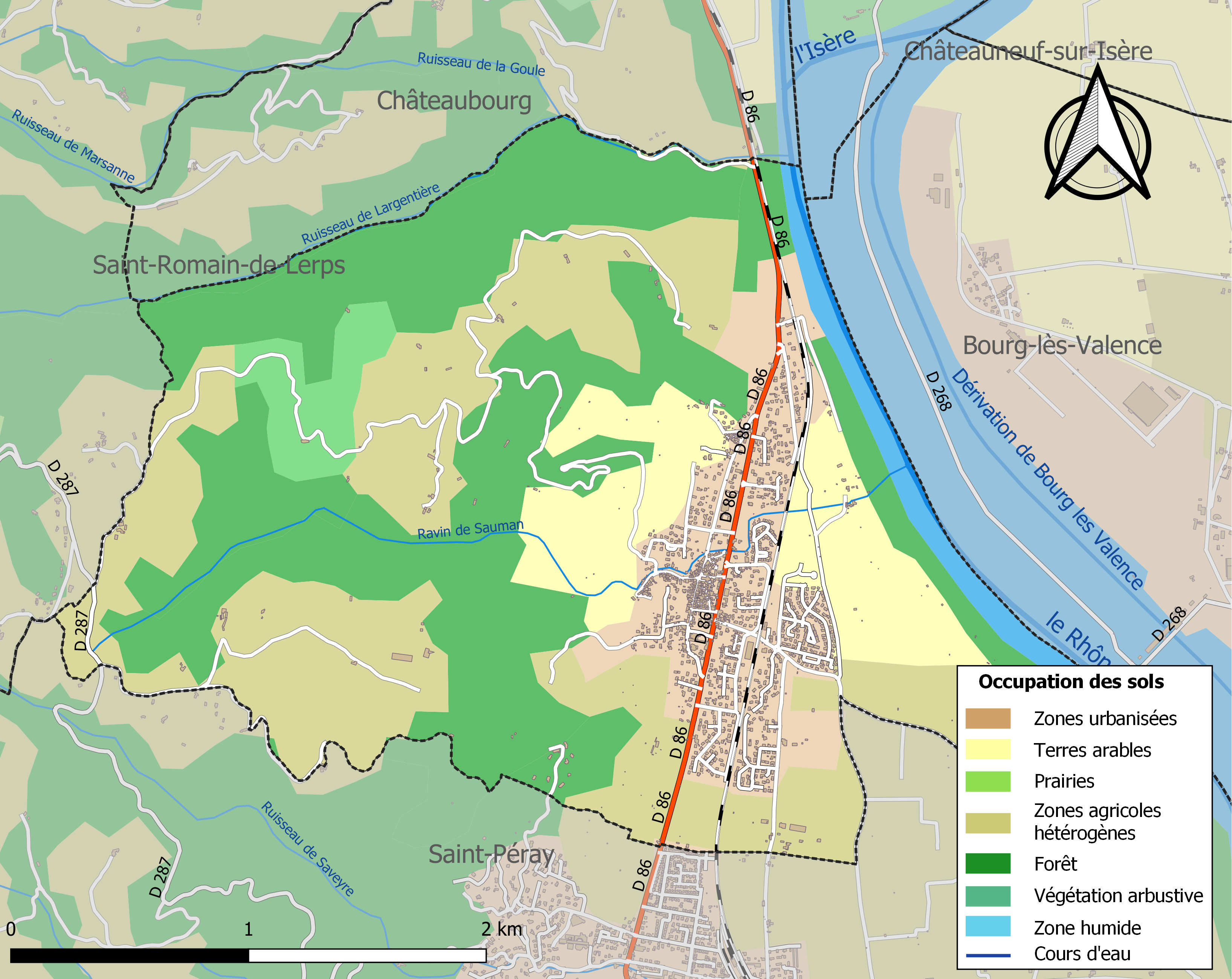
Carte des infrastructures et de l'occupation des sols de la commune en 2018 (CLC).

### Risques naturels et technologiques

#### Risques sismiques
L'ensemble du territoire de la commune de Cornas est situé en zone de sismicité no 3 (sur une échelle de 1 à 5), comme la plupart des communes situées dans la vallée du Rhône et la Basse Ardèche, mais en limite orientale de la zone no 2 qui correspond au plateau ardéchois.
| Type de zone | Niveau            | Définitions (bâtiment à risque normal) |
| ------------ | ----------------- | -------------------------------------- |
| Zone 3       | Sismicité modérée | accélération = 1,1 m/s2                |

## Toponymie
La forme la plus ancienne suggérée par les toponymistes est Cornatis villa, 886 E. Nègre, Cornate[réf. souhaitée]. Elle trouverait son origine dans le latin cornu (corne) ou dans un thème pré-latin *corn, dérivé de cor (escarpement, hauteur). Le suffixe -ate est d'origine celte. Cornas viendrait du celte « terre brûlée » évoquant l'intense chaleur des coteaux.

## Politique et administration

### Tendances politiques et résultats
Le maire actuel de Cornas est Stéphane Lafage qui a été élu en 2020 pour un premier mandat de six ans soit jusqu'en 2026.
Lors des élections de 2014, les deux candidats se sont présentés dans une tendance politique de droite, sans pour autant faire partie d'un parti politique, leurs noms était respectivement Elios-Bernard Giné, le maire sortant, et Jean-Claude Chevalier. Les votes étaient de loin favorables au maire sortant ; en effet Elios recueillit près de 60 % des voix exprimés soit 756 voix sur les 1 244 exprimés.

### Liste des maires

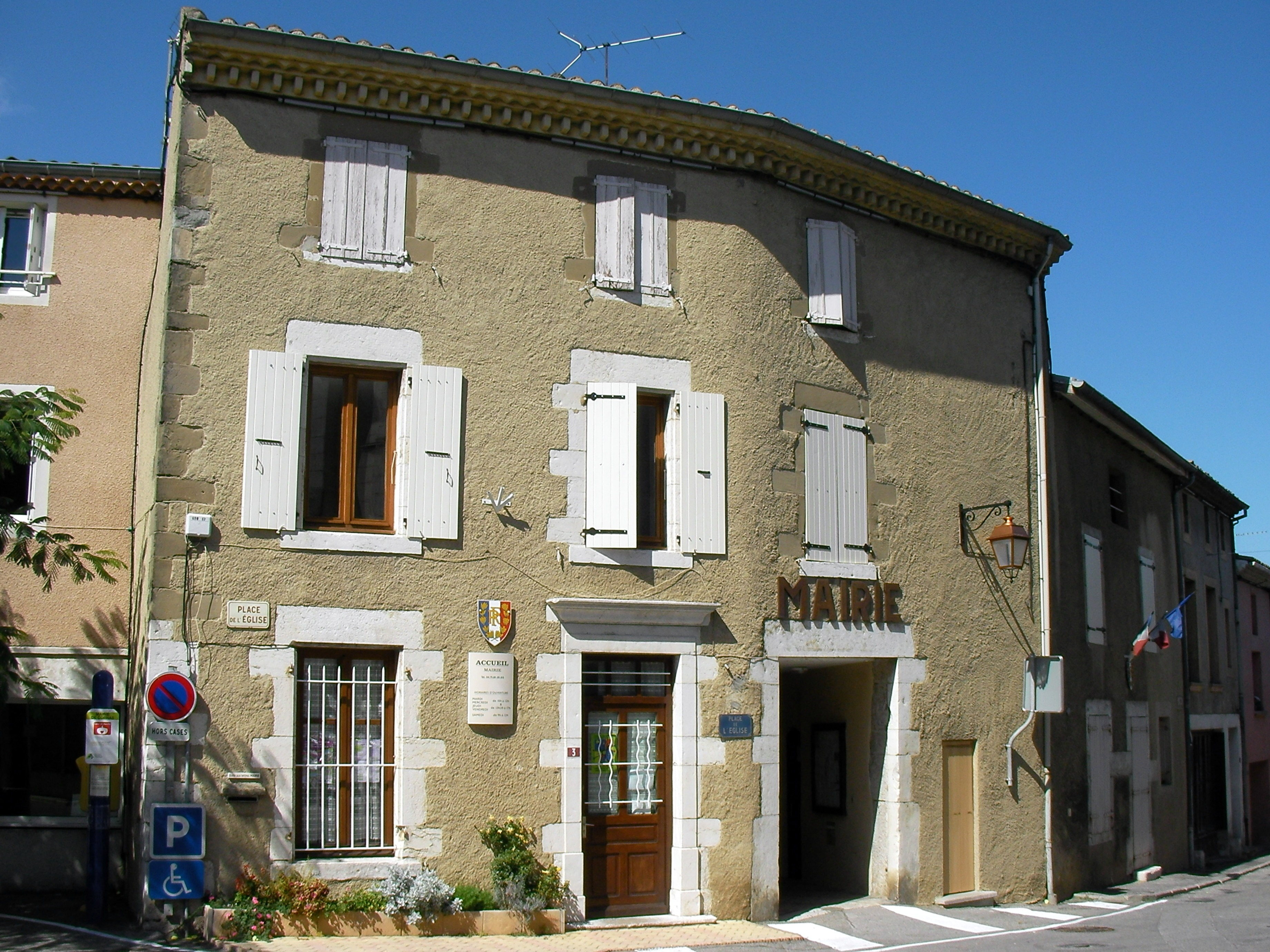
Mairie de Cornas.

| Période                                  | Période                   | Identité              | Étiquette | Qualité                                     |
| ---------------------------------------- | ------------------------- | --------------------- | --------- | ------------------------------------------- |
| Les données manquantes sont à compléter. |                           |                       |           |                                             |
| 9 décembre 1863                          | 8 septembre 1870          | Jules Sonier de Lubac |           | Sous-préfet (Ordre moral), érudit ardéchois |
| Les données manquantes sont à compléter. |                           |                       |           |                                             |
| Maire en 1938                            | ?                         | François Michel       |           | Vigneron                                    |
| Les données manquantes sont à compléter. |                           |                       |           |                                             |
| juin 1995                                | mars 2008                 | Gilbert Garnier       |           |                                             |
| mars 2008                                | 25 mai 2020               | Elios Bernard Giné    | DVD       |                                             |
| 25 mai 2020                              | En cours (au 6 août 2020) | Stéphane Lafage       | DVG       | Enseignant                                  |

## Population et société

### Démographie
L'évolution du nombre d'habitants est connue à travers les recensements de la population effectués dans la commune depuis 1793. Pour les communes de moins de 10 000 habitants, une enquête de recensement portant sur toute la population est réalisée tous les cinq ans, les populations de référence des années intermédiaires étant quant à elles estimées par interpolation ou extrapolation. Pour la commune, le premier recensement exhaustif entrant dans le cadre du nouveau dispositif a été réalisé en 2004.

En 2022, la commune comptait 2 397 habitants, en évolution de +8,95 % par rapport à 2016 (Ardèche : +2,48 %, France hors Mayotte : +2,11 %).
| 1793 | 1800 | 1806 | 1821  | 1831 | 1836 | 1841 | 1846 | 1851 |
| ---- | ---- | ---- | ----- | ---- | ---- | ---- | ---- | ---- |
| 980  | 625  | 890  | 1 038 | 923  | 926  | 903  | 903  | 900  |

| 1856 | 1861 | 1866 | 1872 | 1876 | 1881 | 1886 | 1891 | 1896 |
| ---- | ---- | ---- | ---- | ---- | ---- | ---- | ---- | ---- |
| 855  | 806  | 773  | 740  | 769  | 798  | 723  | 700  | 701  |

| 1901 | 1906 | 1911 | 1921 | 1926 | 1931 | 1936 | 1946 | 1954 |
| ---- | ---- | ---- | ---- | ---- | ---- | ---- | ---- | ---- |
| 696  | 633  | 671  | 631  | 602  | 562  | 554  | 528  | 589  |

| 1962 | 1968 | 1975  | 1982  | 1990  | 1999  | 2004  | 2006  | 2009  |
| ---- | ---- | ----- | ----- | ----- | ----- | ----- | ----- | ----- |
| 643  | 717  | 1 007 | 1 563 | 2 102 | 2 082 | 2 197 | 2 254 | 2 256 |

| 2014  | 2019  | 2022  | - | - | - | - | - | - |
| ----- | ----- | ----- | - | - | - | - | - | - |
| 2 228 | 2 311 | 2 397 | - | - | - | - | - | - |

### Enseignement

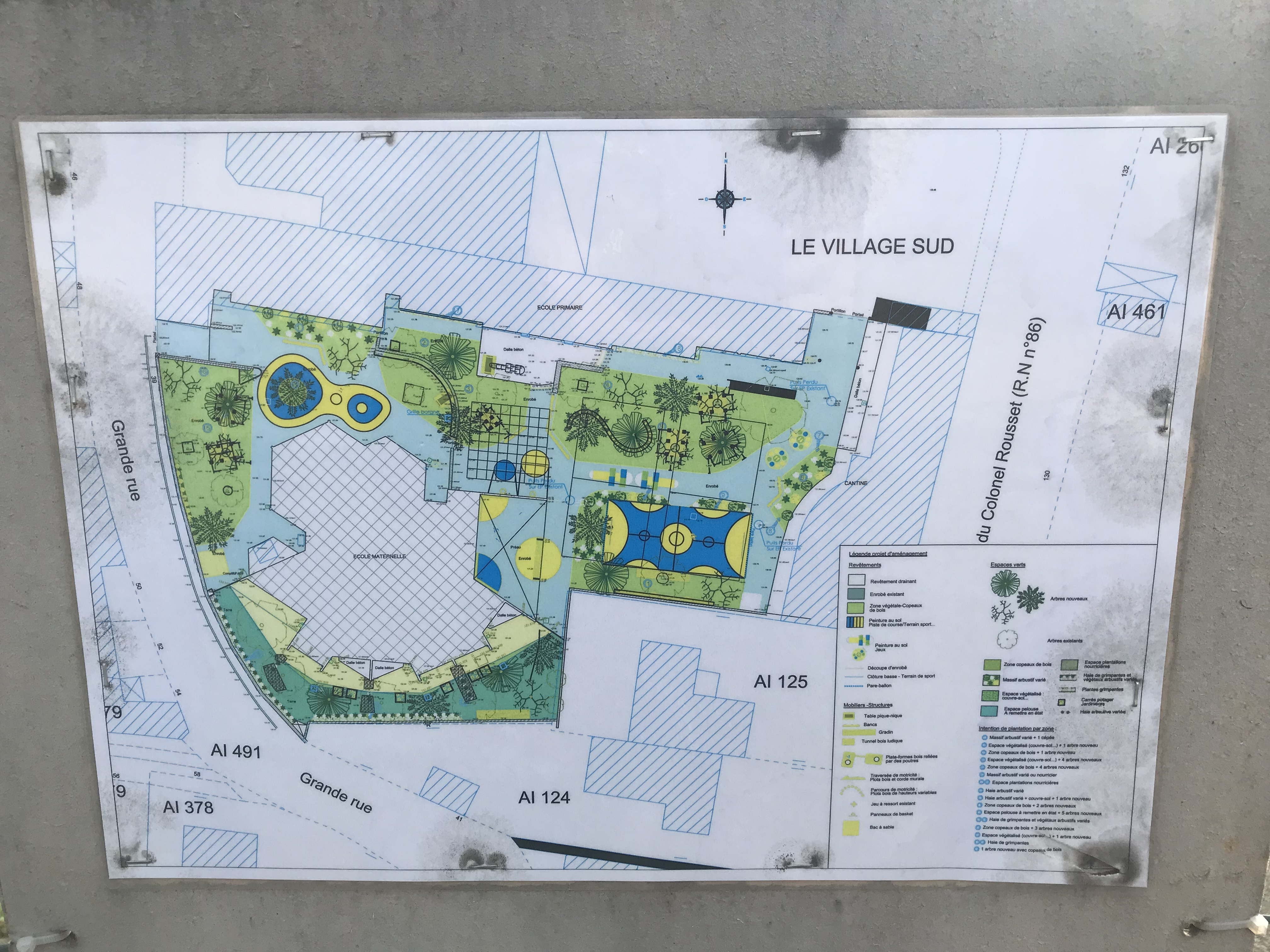
Plan de la nouvelle cours d'école de Cornas végétalisée

Rattachée à l'académie de Grenoble, Cornas ne possède qu'une seule école publique maternelle et élémentaire. Auparavant, le village comptait également l'école privée Saint-Joseph mais celle-ci a fermé en 2020.
Depuis août 2022, la mairie mène un projet de végétalisation de la cour de l'école.

### Médias
La commune est située dans la zone de distribution de deux organes de la presse écrite :
- L'Hebdo de l'Ardèche

Il s'agit d'un journal hebdomadaire français basé à Valence et couvrant l'actualité de tout le département de l'Ardèche.
- Le Dauphiné libéré

Il s'agit d'un journal quotidien de la presse écrite française régionale distribué dans la plupart des départements de l'ancienne région Rhône-Alpes, notamment l'Ardèche. La commune est située dans la zone d'édition de Privas.

### Cultes

#### Culte catholique
La communauté catholique de Cornas est rattachée à la paroisse « Saint-Pierre de Crussol », elle-même rattachée au diocèse de Viviers.

## Économie

### Agriculture et viniculture
Le cornas est, depuis 1938, un vin rouge d'appellation d'origine contrôlée produit sur la commune de Cornas. Le vignoble, qui s'étend sur 150 hectares, est constitué d'un cépage unique : le syrah. La légende locale rapporte que Charlemagne fit livrer régulièrement ce vin à la cour d'Aix-la-Chapelle. Néanmoins, les plus vieux documents commerciaux datent du 17e siècle. Cette même légende indique Saint-Louis et Louis XV appréciaient les arômes de ce vin.

### Activité commerciale
Un marché aux vins se tient le premier week-end de décembre.

## Culture locale et patrimoine

### Lieux et monuments
- L'église paroissiale, dédiée à saint Pierre, édifiée d'après les plans de M. Tracol, architecte à Valence. Le 20 avril 1897 a eu lieu sa consécration par monseigneur Bonnet, évêque de Viviers[33]. L'ancienne Église, dédiée à saint Blaise, en trop mauvais état, avait été détruit quelque temps auparavant[34].
- Chapelle Notre-Dame-de-la-Mure, au nord du village, où se trouve une Vierge noire du XIIIe siècle.
- Chapelle Saint-Pierre de Rouveure.

### Personnalités liées à la commune
- Pascal Garnier (1949-2010), écrivain.
- Victor Fumat (Cornas 25 mai 1842-1907), ingénieur des mines et inventeur de la lampe de sûreté dite lampe Fumat.

### Héraldique
| Blason de Cornas | Blason  | D’or à la grappe de raisin de pourpre feuillée de sinople et posée en barre. |
| Blason de Cornas | Détails | Le statut officiel du blason reste à déterminer.                             |